# Сходження гравітації
Сходження гравітації: Прагнення зрозуміти силу, яка пояснює все (англ. The Ascent of Gravity: The Quest to Understand the Force that Explains Everything) — науково-популярна книга англійського радіоастронома, письменника та журналіста Маркуса Чауна. Книга описує історію досліджень гравітації та проблеми застосування наявних теорій гравітації до мікросвіту.

## Зміст
Книга описує історію відкриття Ньютоном закону всесвітнього тяжіння. Автор розповідає, як тріумф ньютонівської механіки дозволив пояснити безліч явищ природи: орбітальний рух Місяця і планет, припливи, випередження рівнодення, передбачення існування Нептуна.
Потім автор переходить до теорії відносності Ейнштейна та описує успіхи ейнштейнівської теорії гравітації, такі як пояснення зсуву перигелію Меркурія та передбачення гравітаційного відхилення світла, перевіреного в ході спостереження сонячного затемнення 29 травня 1919.
Остання третина книги присвячена проблемі несумісності квантової механіки та загальної теорії відносності. Описуючи основи квантової фізики, автор говорить про труднощі, які стоять на шляху створення теорії квантової гравітації. Як одна з можливих гіпотез описана теорія струн.

## Відгуки
У рецензії в журналі «BBC Sky at Night» Аластер Ганн, радіоастроном з обсерваторії Джодрелл-Бенк, зазначив, що хоча книга й не є докладним джерелом інформації про гравітацію, вона є досить компактною і доступною, залишаючись при цьому всеосяжною. На його думку, вона написана в невимушеному стилі й містить багато цитат, що мають стосунок до теми. У рецензії «The Guardian» зазначено, що книга охоплює як добре відомі, так і новітні дані досліджень, її висновки підкріплені експертними думками, а мова вільна від жаргонізмів і математичних формул, що могли б залякати читача. «The Wall Street Journal» відзначає літературні нариси автора, в яких він робить спробу в художній формі припустити, як до вчених приходили їх геніальні ідеї (наприклад, він описує, як юний Ейнштейн, прогулюючись зі своєю подругою Марі Вінтелер під освітленим Місяцем небом, раптово збагнув рух світла в космічному просторі). Рецензія також відзначає чіткі пояснення проявів гравітації та корисні розділи з рекомендованою літературою.